# Fukutsu
Fukutsu (japanska: 福津市?, Fukutsu-shi) är en stad i Fukuoka prefektur i Japan. Staden fick stadsrättigheter 2005.